# Sailly-en-Ostrevent
Sailly-en-Ostrevent là một xã trong tỉnh Pas-de-Calais, vùng Hauts-de-France, Pháp.

## Địa lý
Sailly-en-Ostrevent có cự ly khoảng 12 dặm (19 km) về phía đông Arras, tại giao lộ của các tuyến đường D39 và D43.

## Dân số
| 1962                                                              | 1968 | 1975 | 1982 | 1990 | 1999 | 2006 |
| ----------------------------------------------------------------- | ---- | ---- | ---- | ---- | ---- | ---- |
| 679                                                               | 660  | 640  | 666  | 649  | 647  | 279  |
| Số liệu điều tra dân số tính từ năm 1962, dân số chỉ tính một lần |      |      |      |      |      |      |

## Địa điểm nổi bật
- Nhà thờ St.Albin, xây lại sau đệ nhất thế chiến.

## Liên kết ngoài

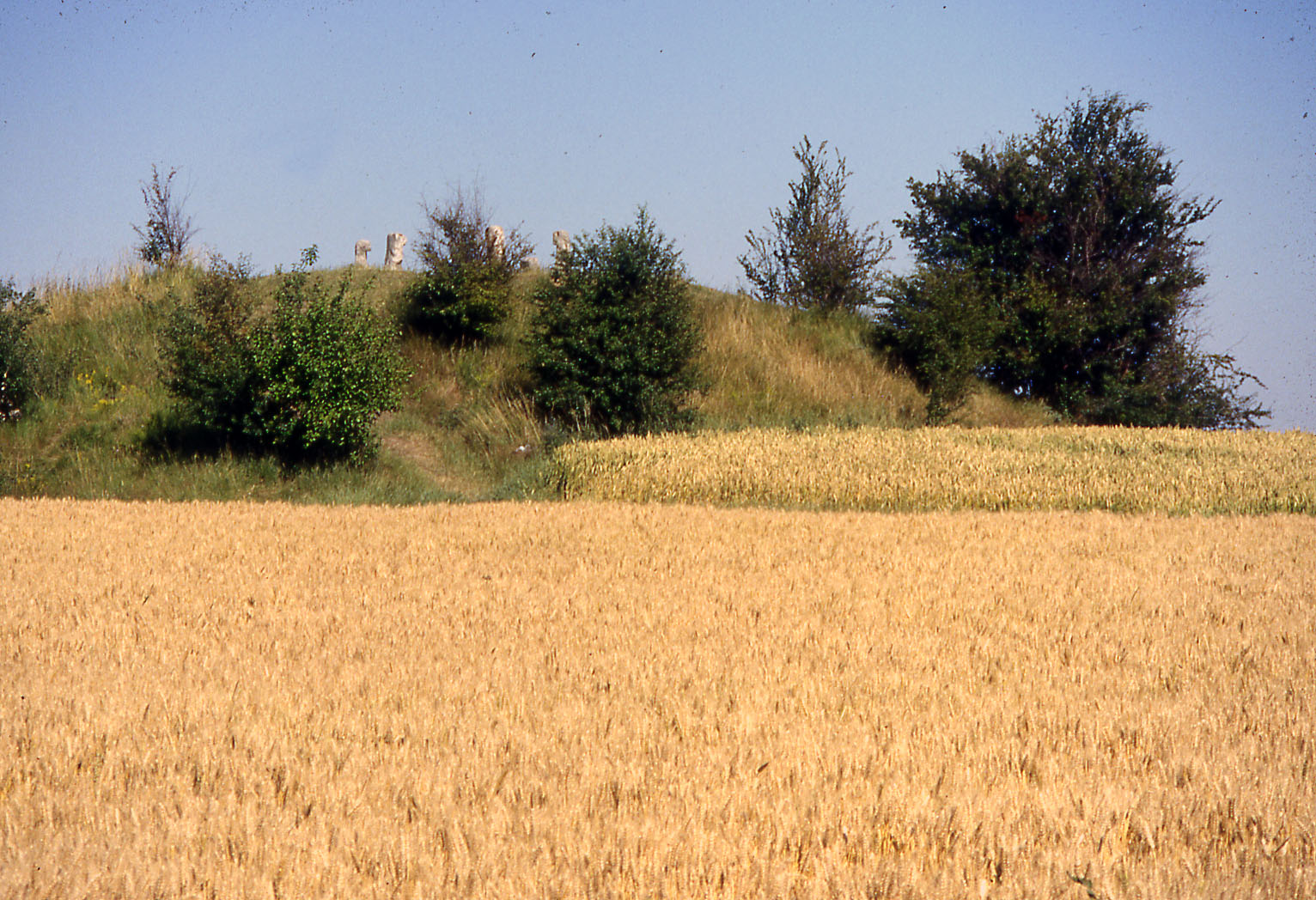
The mound
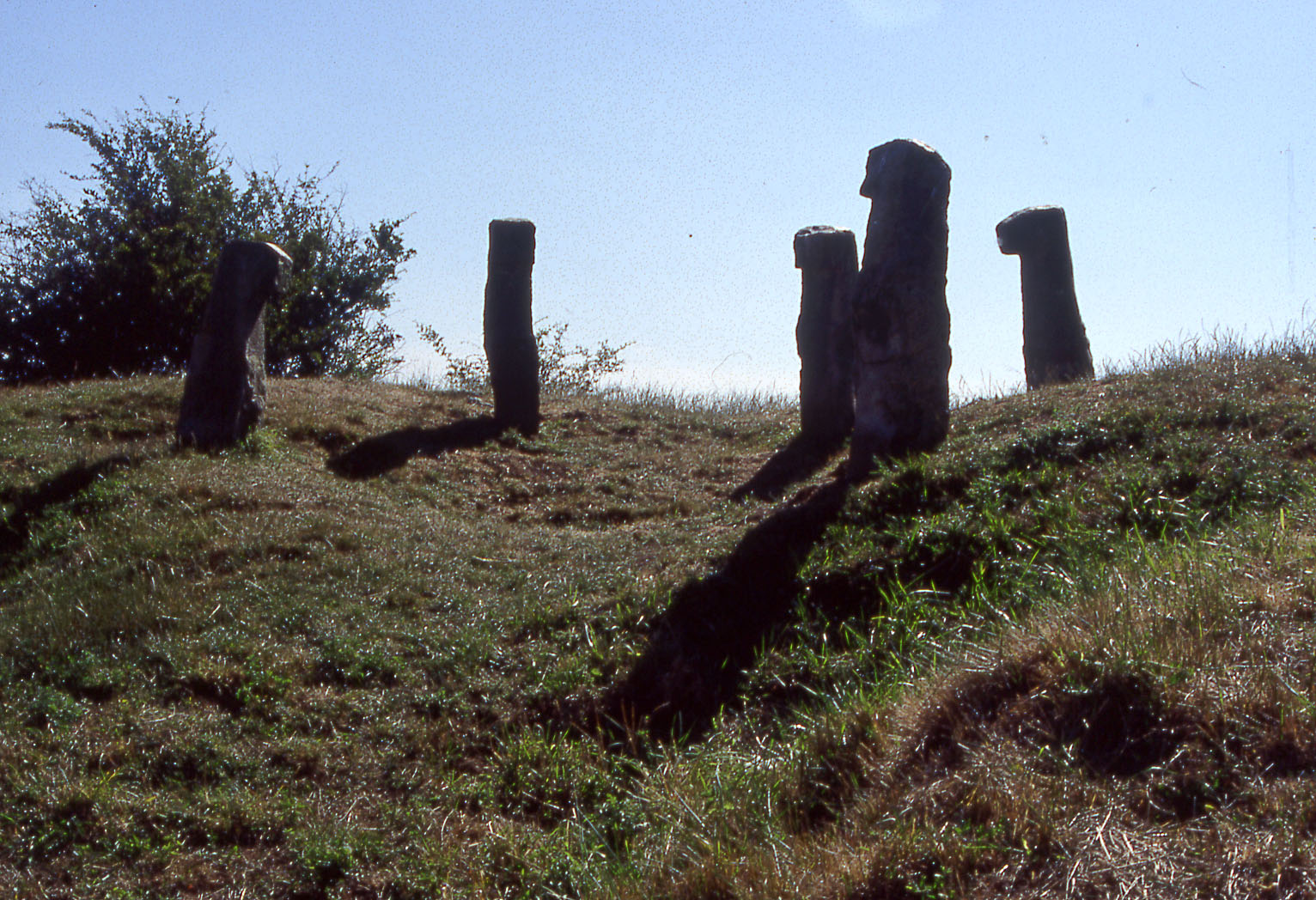
Another angle